# Roger Moore
Sir Roger George Moore, KBE (/mɔər/, 14 tháng 10 năm 1927 – 23 tháng 5 năm 2017) là một diễn viên người Anh. Ông nổi tiếng với vai James Bond trong bảy bộ phim truyện từ năm 1973 đến năm 1985. Ông đóng vai Simon Templar trong phim truyền hình The Saint năm 1962 và 1969.
Moore nhận vai Bond từ Sean Connery năm 1972, và xuất hiện lần đầu tiên là 007 trong Live and Let Die (1973). Ông tiếp tục miêu tả điệp viên trong sáu bộ phim nữa. Được bổ nhiệm làm Đại sứ thiện chí của UNICEF năm 1991, Moore đã được Nữ hoàng Elizabeth II phong tước vào năm 2003 cho "các dịch vụ từ thiện". Trong năm 2008, chính phủ Pháp bổ nhiệm Moore làm Tư lệnh của Ordre des Arts et des Lettres.

## Tiểu sử
Roger Moore sinh ngày 14 tháng 10 năm 1927 tại Stockwell, London. Ông là con duy nhất của George Alfred Moore, một cảnh sát, và Lillian "Lily" Pope. Mẹ của ông được sinh ra ở Calcutta, Ấn Độ, nhưng là tiếng Anh. Cậu học tại trường trung học Battersea nhưng đã được sơ tán tới Holsworthy, Devon trong Thế chiến thứ hai, và theo học tại trường Launceston College. Ông được đào tạo thêm tại Trường Ngữ của Tiến sĩ Challoner ở Amersham, Buckinghamshire.
Moore học nghề tại một studio hoạt hình nhưng đã bị sa thải sau khi ông đã làm sai với một số tế bào hoạt hình. Cha ông đã điều tra một vụ cướp ở nhà của giám đốc bộ phim Brian Desmond Hurst, dẫn đến việc Moore được giới thiệu với đạo diễn và thuê thêm bộ phim Caesar và Cleopatra năm 1945. Trong khi ở đó, Moore đã thu hút một fan nữ ngoài máy quay, và Hurst quyết định trả lệ phí của Moore tại Học viện Nghệ thuật Sân khấu Hoàng gia. Moore đã trải qua ba nhiệm kỳ tại RADA, nơi anh ta là bạn cùng lớp của Bond đồng thời là bạn diễn của Lois Maxwell, cô bé Moneypenny gốc. Trong thời gian này, anh đã phát triển giọng miền trung Đại Tây Dương và cách cư xử thoải mái mà có thể trở thành nhân vật của màn hình.